# Окно (весовая функция)

Пример оконной функции Ганна в виде графика

Окно́ — весовая функция, которая используется для управления эффектами, обусловленными наличием боковых лепестков в спектральных оценках (растеканием спектра). Имеющуюся конечную запись данных или имеющуюся конечную корреляционную последовательность удобно рассматривать как некоторую часть соответствующей бесконечной последовательности, видимую через применяемое окно. Например, последовательность наблюдаемых данных {\displaystyle x_{0}[n]} из {\displaystyle N} отсчётов математически можно записать как произведение прямоугольной функции единичной амплитуды:
{\displaystyle \operatorname {rect} [n]=\left\{{\begin{array}{*{40}l}1,&0\leq n\leq N-1;\\0,\\\end{array}}\right.}
и бесконечной последовательности {\displaystyle x[n]:}
{\displaystyle x_{0}[n]=x[n]\cdot \operatorname {rect} [n].}
При этом принимается очевидное допущение, что все ненаблюдаемые отсчёты равны нулю независимо от того, так ли это на самом деле или нет. Дискретное преобразование Фурье (ДПФ) взвешенное окном последовательности, выраженной через преобразование последовательности {\displaystyle x[n]} и прямоугольного окна {\displaystyle \operatorname {rect} [n]}, равно свёртке этих преобразований:
{\displaystyle X_{0}(f)=X(f)*D_{N}(f),}
где {\displaystyle D_{N}(f)} является дискретной функцией sinc, или ядром Дирихле, представляющим собой ДПФ прямоугольной функции.
Оконные функции используются в спектральном анализе/модификации/ресинтезе, разработке фильтров с конечной импульсной характеристикой, объединении многомасштабных и многомерных наборов данных.